# Caloplaca brunneola
Caloplaca brunneola är en lavart som beskrevs av Wetmore. Caloplaca brunneola ingår i släktet orangelavar och familjen Teloschistaceae.   Inga underarter finns listade i Catalogue of Life.